# 倭語類解
『倭語類解』（わごるいかい）は、李氏朝鮮において編纂された日韓対訳辞書であり、日本語の教科書・語彙集（類解）。近世日本語に関する「朝鮮資料」の一つ。上下2巻2冊。

## 諸本
以下がある。
- 板本
  - 旧金沢庄三郎蔵、現永平寺蔵『倭語類解』（永平寺本）
  - 韓国国立中央図書館蔵『倭語類解』（中央図書館本）
- 写本
  - 京都大学蔵、『和語類解』[3]
  - 鹿児島薩摩苗代川本『和語類解』（苗代川写本）